# Nowe Sołdany
Nowe Sołdany (niem. Neu Soldahnen) – osada w Polsce położona na Mazurach, w województwie warmińsko-mazurskim, w powiecie giżyckim, w gminie Giżycko.
W latach 1975–1998 miejscowość należała administracyjnie do województwa suwalskiego.
We wsi parterowy, neoklasycystyczny dwór z XIX w. z dwiema facjatkami na osi, w pobliżu zrujnowany folwark.
Inne miejscowości o nazwie Sołdany: Sołdany.